# Pine Tier Lagoon
Die Pine Tier Lagoon ist ein See im Zentrum des australischen Bundesstaats Tasmanien.
Sie liegt im zentralen Hochland südöstlich des Walls-of-Jerusalem-Nationalparks. In die Pine Tier Lagoon mündet der Pine River in den  Nive River.